# Камара, Абубакар (мавританский футболист)
Абубакар Камара (фр. Aboubakar Kamara; родился 7 марта 1995 года в Гонессе, Франция) — мавританский футболист, нападающий клуба «Аль-Джазира» и сборной Мавритании.

## Клубная карьера

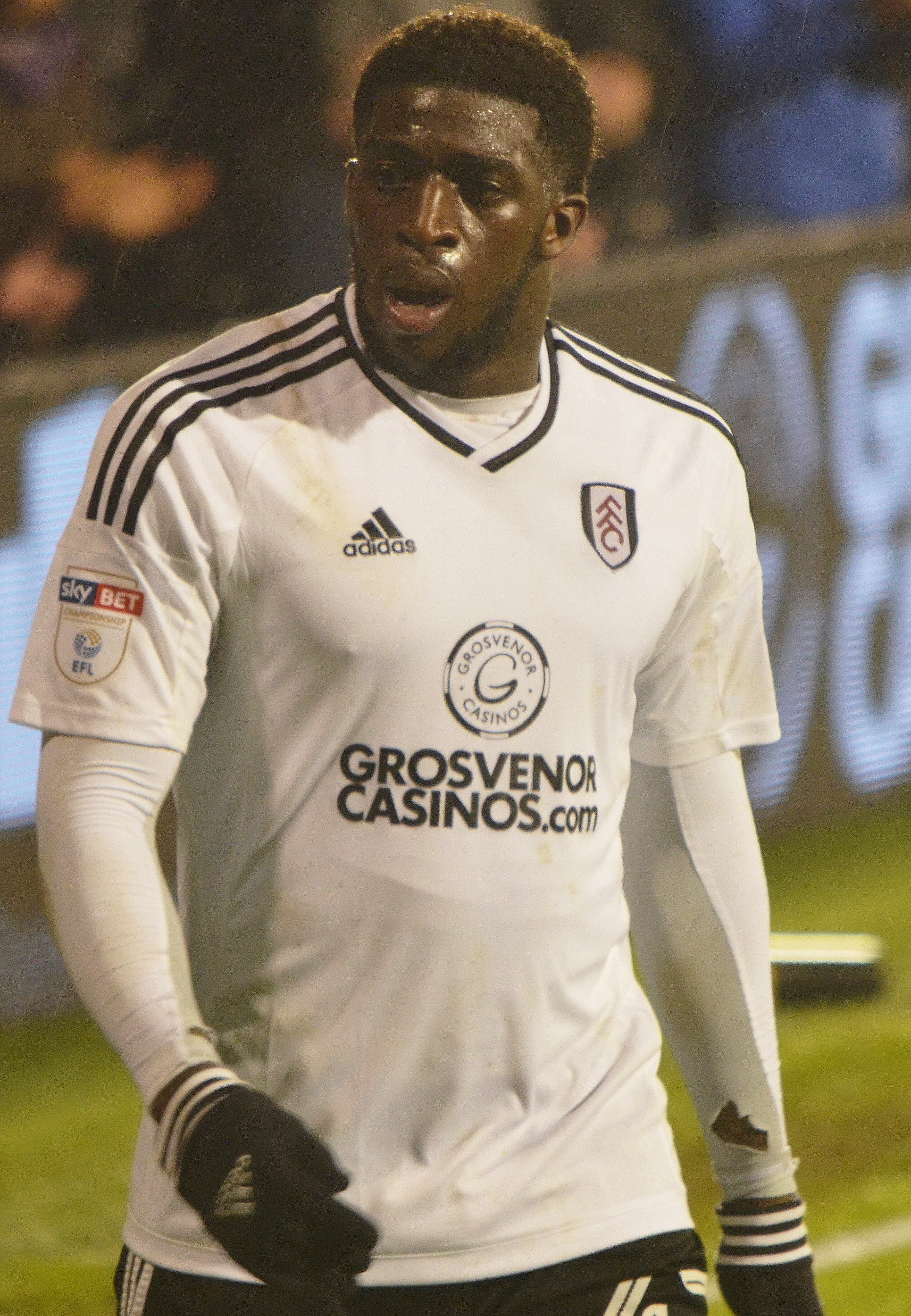
Камара в составе «Фулхэма»

Камара — воспитанник клуба «Монако». В матче против «Лиона» он дебютировал за последний в Лиге 1, заменив во втором тайме Янника Карраско.
Летом 2015 года в поисках игровой практики Абубакар перешёл в бельгийский «Кортрейк». 25 июля в матче против льежского «Стандарда» он дебютировал в Жюпиле лиге.
В начале 2016 года Камара вернулся во Францию, став игроком «Амьена». 15 января в матче против «Шамбли» он дебютировал в Лиге 3. 29 января в поединке против «Дюнкерка» Абубакар забил свой первый гол за «Амьен». По итогам сезона Камара помог клубу подняться в более высокий дивизион. 1 августа в матче против «Реймса» он дебютировал в Лиге 2. По итогам сезона Абубакар с 10 мячами стал лучшим бомбардиром команды и помог ей выйти в элиту.
Летом 2017 года Камара перешёл в английский «Фулхэм», подписав контракт на 4 года. Сумма трансфера составила 6 млн евро. 5 августа в матче против «Норвич Сити» он дебютировал в Чемпионшипе. В поединке против «Мидлсбро» Абубакар забил свой первый гол за «Фулхэм». По итогам сезона Камара помог команде выйти в элиту. 1 февраля 2021 года на 5 месяцев отдал в аренду в клуб «Дижон».
16 августа 2021 года за 3.5 миллиона € подписал контракт с греческим клубом «Арис».

## Карьера за сборную
Дебют за национальную сборную Мавритании состоялся 26 марта 2021 года в матче квалификации КАН 2021 против Марокко.

### Голы за сборную
| №  | Дата           | Место                                    | Соперник              | Счёт | Результат | Турнир                   |
| -- | -------------- | ---------------------------------------- | --------------------- | ---- | --------- | ------------------------ |
| 1. | 30 марта 2021  | Бартелеми Боганда, Банги, ЦАР            | ЦАР                   | 1-0  | 1-0       | Квалификация на КАН 2021 |
| 2. | 16 ноября 2021 | Олимпийский стадион, Нуакшот, Мавритания | Экваториальная Гвинея | 1-0  | 1-1       | Квалификация на ЧМ 2022  |